# Чернешть (Прахова)
Чернешть, Чернешті (рум. Cernești) — село у повіті Прахова в Румунії. Входить до складу комуни Ізвоареле.
Село розташоване на відстані 91 км на північ від Бухареста, 35 км на північ від Плоєшті, 54 км на південний схід від Брашова.

## Населення
За даними перепису населення 2002 року у селі проживали 189 осіб, усі — румуни. Усі жителі села рідною мовою назвали румунську.